# Бережне (Гайсинський район)
Бережне́ — село в Україні, у Гайсинській міській громаді Гайсинського району Вінницької області. Розташоване на правому березі річки Кіблич (притока Собу) за 4 км на південний схід від міста Гайсин. Населення становить 59 осіб (станом на 1 січня 2015 р.).

## Історія
12 червня 2020 року, відповідно до розпорядження Кабінету Міністрів України № 707-р «Про визначення адміністративних центрів та затвердження територій територіальних громад Вінницької області», село увійшло до складу Гайсинської міської територіальної громади.
19 липня 2020 року, в результаті адміністративно-територіальної реформи та ліквідації Гайсинського району (1923—2020), село увійшло до складу новоутвореного Гайсинського району.